# Chabur
Der Chabur (auch Khabur, arabisch نهر الخابور Nahr al-Chābūr, DMG Nahr al-Ḫābūr, türkisch Habur, kurdisch Xabûr, syrisch ܚܒܘܪ Ḫabur) ist der längste Nebenfluss des Euphrat in Syrien. Er erhält seine Hauptwassermenge aus der türkischen Grenzregion bei Raʾs al-ʿAin und ermöglicht seit Jahrtausenden bewässerten Feldbau auf seinem 320 Kilometer langen Weg nach Süden durch das ostsyrische Steppengebiet.
Im römischen Altertum trug der Fluss den Namen Chaboras. Xenophon meinte mit dem Namen Araxes vermutlich nicht den Chabur, sondern den Fluss Aras. Der einzige andere größere Nebenfluss des Euphrats in Syrien ist der parallel weiter westlich fließende Belich, der bei ar-Raqqa einmündet.

## Flusslauf
Einige Zuflüsse des Chabur entspringen im Kalksteingebirge in der Nähe des Tur Abdin, gespeist wird er jedoch überwiegend von mehreren Karstquellen im Bereich der türkisch-syrischen Grenze bei Raʾs al-ʿAin. Von einigen Wadis abgesehen, die nur während der winterlichen Regenzeit Wasser führen, ist der einzige Nebenfluss in Syrien der bei al-Hasaka einmündende Dschaghdschagh. Die Stadt liegt im Zentrum des syrischen Teils der Dschazira-Region zwischen Euphrat und Tigris, in deren Norden ausreichend Niederschläge und fruchtbare Böden eine relativ dichte dörfliche Besiedelung zulassen. Die Grenze mit 250 Millimeter Jahresniederschlag, bei der Regenfeldbau noch möglich ist, verläuft am Chabur wenige Kilometer südlich von al-Hasaka. Geringere oder ausbleibende Niederschläge können auch weiter nördlich Ernteausfälle verursachen. So kommen auch nördlich von al-Hasaka durchschnittlich alle drei Jahre Missernten bei Regenfeldbau vor. Bei der Grenzüberquerung aus der Türkei werden 300 Millimeter überschritten, im Gebiet seiner Einmündung in den Euphrat beim Dorf Buṣayra (Bşēra, östlich von Deir ez-Zor) liegen die durchschnittlichen Jahresniederschläge unter 150 Millimeter.
In dieser trockenen Steppenregion ist Landwirtschaft nur mit künstlicher Bewässerung möglich. Das Flussbett des Unteren Chabur ist bis 60 Meter breit und verläuft in einer ein bis drei Kilometer breiten Talebene. In den Sommermonaten bleibt das Vieh in Pferchen bei den Siedlungen und weidet die Stoppelfelder ab, zur Regenzeit im Winter werden die Herden aus der Flussoase heraus in die Steppe geführt.

## Geschichte
Die Analyse von Pflanzenspuren (Pollen) ergab, dass am Chabur bereits vor 6000 Jahren ähnliche klimatische Bedingungen geherrscht haben müssen wie heute. Archäologische Funde verweisen auf Siedlungen aus dieser Zeit. Vom 16. bis 14. Jahrhundert v. Chr. bildete der Chabur das Kernland des Mitanni-Reiches, dessen noch nicht eindeutig identifizierte Hauptstadt Waššukanni sich im Quellgebiet des Flusses befunden haben soll. Wichtigster Fundort für die Mitanni-Zeit ist der am Dschaghdschagh gelegene Tell Brak. Das Chabur-Gebiet ist der Hauptfundort der sogenannten Chabur-Keramik (flaschenförmige große Gefäße, die mit geometrischen Mustern oder Streifen bemalt sind) wie sie in Tell Brak, Mari, Assur und Hasanlu (Schicht VI) und Dinkha Tepe (Schicht IV) gefunden wurde.
Seit dem Anfang des 13. Jahrhunderts war das Gebiet zeitweise von den Assyrern abhängig. Während dieser mittelassyrischen Zeit (bis zum 11. Jahrhundert) gab es am unteren Chabur Bewässerungsfeldbau, der durch einen an der Ostseite des Flusses entlang führenden Kanal ermöglicht wurde. In einigen Gegenden konnte durch kleinere Dammbauten der Fluss aufgestaut und das Wasser direkt auf die Felder geleitet werden. Die Möglichkeit zur künstlichen Feldbewässerung war die Lebensgrundlage für zahlreiche Siedlungen auch am unteren Chabur, von denen die heute sichtbaren Tells bisher nur teilweise ausgegraben wurden. Nach dem Untergang Assyriens 612 v. Chr. kam das Chabur-Tal unter babylonische Herrschaft. Ḫabūrītum wurde hier als Flussgöttin verehrt.
Ab der römischen Zeit wurden die Felder vermutlich auch durch Wasserräder bewässert, die Flussregion war während der byzantinischen und bis in die islamische Zeit dicht besiedelt. Die Römer pflanzten Baumwolle an, die viel Wasser benötigt. Der Chabur lag im nördlichen Bereich der römischen Verteidigungslinie Limes Arabicus, mit deren Bau im 2. Jahrhundert n. Chr. begonnen wurde. Hierzu gehörte an der Mündung des Chabur die Festung Circesium (arabisch Ķarķīsiyā), die Ende des 3. Jahrhunderts Diokletian einrichten oder erweitern ließ. Die Siedlungskontinuität wurde erst im Mittelalter durch das Vordringen von Beduinen aus den Wüstengebieten unterbrochen. Ihr größter Stamm in der Dschazira sind die westlichen Shammar, die Schafnomadismus zwischen den Weideregionen im Sommer am oberen Chabur und im Winter bis südlich des Euphrat betrieben.
Ende des 19. Jahrhunderts begann das Osmanische Reich, die Wiederansiedlung und Fruchtbarmachung der antiken Anbauflächen zu fördern. Die Entwicklung der abgelegenen Region wurde während der französischen Mandatszeit in Syrien nach dem Ersten Weltkrieg (1920–1945) fortgeführt, indem Halbnomaden aus der Wüstensteppe in zunächst kleinen Dörfern angesiedelt wurden. Zuvor war diese Region in den Jahren 1915–1916 im Rahmen des Völkermordes an den Armeniern Zielpunkt zahlloser Todesmärsche, mit denen die damals regierenden Jungtürken die Vernichtung von bis zu anderthalb Millionen Armeniern bewerkstelligten. Allein zwischen Juli und August 1915 wurden nach Schilderungen des Augenzeugen Armin T. Wegner an den Ufern des Chabur mindestens 150.000 Armenier ermordet. Nach Wolfgang Gust sollen dort insgesamt 300.000 Armenier den Tod gefunden haben. 1922 wurde al-Hasaka gegründet. In den folgenden Jahren kamen Kurden, Armenier und christliche Händler aus Aleppo hinzu. In den 1930er Jahren wurden zwischen Raʾs al-ʿAin und al-Hasaka am Chabur etwa 10.000 aus der Provinz Hakkâri stammende, vor dem Völkermord an den syrischen Christen geflohene christliche Assyrer angesiedelt, die hier als Chabur-Assyrer in 36 Dörfern lebten und eine aramäische Sprachinsel bildeten. Dies änderte sich erst mit dem Bürgerkrieg in Syrien seit 2011, als ein Großteil der Assyrer vor der Terrorherrschaft des Daesch (IS) ins Ausland floh.

## Wassermangel

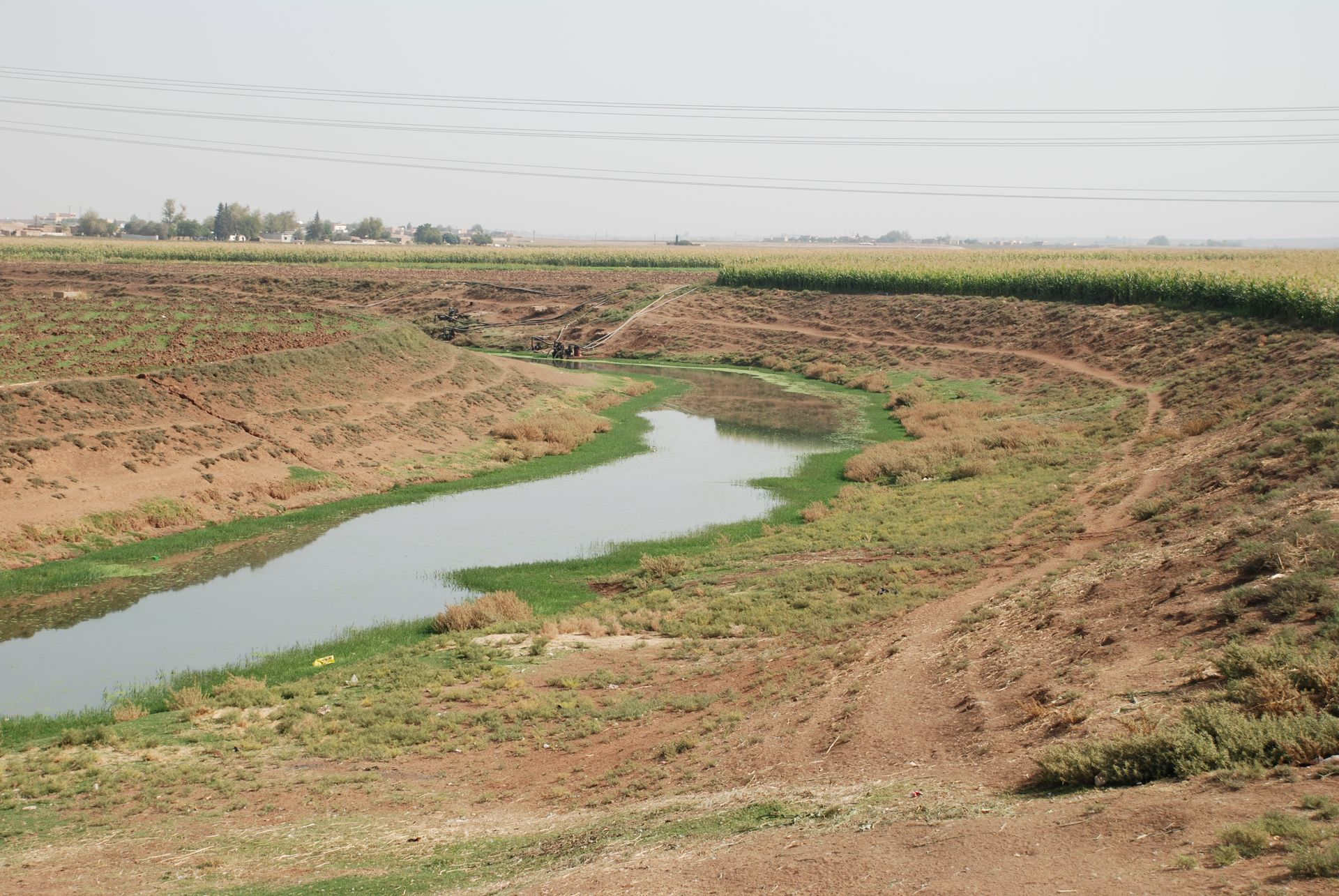
Oberlauf bei Tell Halaf, nahe Ras al-Ain, unmittelbar an der türkischen Grenze. In der Trockenzeit kommt aus der Türkei praktisch kein Wasser.

Um die Mitte des 20. Jahrhunderts begann in der syrischen Dschazira, neben der weiterhin bestehenden traditionellen Viehzucht und der dörflichen Landwirtschaft, eine beschleunigte Erschließung von neuem Ackerland auf großen Flächen durch den Einsatz moderner Maschinen. Durch die Bodenreform nach der Machtergreifung der Baath-Partei 1963 wurden die großflächigen Felder an die vor kurzem ansässig gewordenen halbnomadischen Viehzüchter verteilt, die nun mit dem Anbau von Getreide und Baumwolle begannen. Im Rahmen des „Chabur-Projektes“ wurden eine Reihe von Staudämmen und Kanälen angelegt, um eine Felderfläche von 16.000 Quadratkilometer für die zu schaffende Kornkammer Syriens zu bewässern. Durch die steigende Bevölkerungszahl und die sich immer weiter in die Steppe ausdehnenden Felder kommt es seitdem zu einer zunehmenden Wasserknappheit.
1963 lieferten allein die Karstquellen bei Raʾs al-ʿAin durchschnittlich etwa 38 Kubikmeter Wasser pro Sekunde. Sie bestehen aus 13 nahe beieinander liegenden Quelltöpfen und gehören zu den weltweit ergiebigsten Karstquellen. Die 1971 angegebenen Fließmengen des Chabur von durchschnittlich 50 Kubikmeter pro Sekunde, nach dem Winterregen maximal 300 Kubikmeter und minimal 35 Kubikmeter sind deutlich geringer geworden. In den 1990er Jahren wurden zwei weitere Dämme am Chabur gebaut. Der Einsatz von stärkeren Dieselpumpen erlaubt das Vordringen in tiefere Grundwasserschichten sowie diese praktisch überall im Chabur-Becken anzuzapfen. Der mit den bisherigen Methoden bewässerbare Streifen von bis zu drei Kilometern Ackerland entlang des Flusses wurde damit beträchtlich erweitert und die hydrologische Situation des gesamten Gebietes grundlegend verändert. Seit dieser Zeit fällt der mäandernde Chabur im Unterlauf während der Sommermonate bis auf im Flussbett stehende Tümpel trocken, ein in der Geschichte bislang nicht bekanntes Phänomen. Weitere Dammbauten und Absprachen mit der Türkei sollen Abhilfe schaffen.